# Raúl Pérez Ramos
Raúl Pérez Ramos (Carmona, provincia de Sevilla, 18 de julio de 1968) es un exjugador de baloncesto español. Con 1.98 metros de estatura, jugaba en la posición de Alero. 
Raúl Pérez es el único jugador que hasta la fecha tiene retirado el dorsal en el CB Sevilla, dorsal número 9 que portó en el club sevillano durante 12 temporadas. La retirada del dorsal tuvo lugar el 25 de septiembre de 2008, tras un partido de homenaje al tirador carmonense.

## Clubes
- C.N. Sevilla. Categorías inferiores.
- C.B. Coria (1988-1989)
- Caja San Fernando (1989-1997)
- Fórum Filatélico Valladolid (1997-2002)
- Caja San Fernando (2002-2006)
- CB Villa Los Barrios (2006-2007)

## Después de retirarse
- 2008-actualidad Responsable de Relaciones Institucionales del Caja 87.[2]